# Sinosticta ogatai
Sinosticta ogatai là loài chuồn chuồn trong họ Platystictidae. Loài này được Matsuki & Saito miêu tả khoa học đầu tiên năm 1996.